# Muzejski otok
Muzejski otok (njemački: Museumsinsel) je naziv sjevernog dijela otoka Spreeinsel na rijeci Spree u središtu Berlina, Njemačka, (južni, veći dio otoka, se zove Fischerinsel ili Ribarski otok). Ime je dobio po nekoliko svjetski poznatih muzeja koji danas zauzimaju cijeli sjeverni dio otoka, koja je izvorno bila znanstveno i umjetničko središte pruskog kralja Fridrika Vilima IV. od 1841. god.
Ovaj muzejski kompleks je 1999. god. dospio na UNESCOv popis mjesta svjetske baštine u Europi.

## Povijest
Muzejski otok je izgrađen za vrijeme vladavine nekoliko pruskih vladara i u njima je smještena njihova umjetnička i arheološka kolekcija. Nakon 1918. god. pretvoreni su u javnu fundaciju Stiftung Preußischer Kulturbesitz (Fundacija pruske kulturne baštine), koja je u istom obliku opstala do danas. 
Pruska kolekcija je ostala podijeljenom tijekom Hladnog rata i podjele Berlina, ali je ponovnim ujedinjenjem Njemačke obnovljena, osim onih umjentičkih djela koje su tijekom Drugog svjetskog rata savezničke snage odnijele, a koja još nisu vraćena. Najslavnije od njih je tzv. „Prijamovo blago“ ili „Trojansko zlato“ koje je otkrio Heinrich Schliemann 1873. god., i potajno prokrijumčario iz Turske.  
Kako je muzejski otok značajno stradao u savezničkom bombardiranju, muzejski otok je još uvijek u procesu obnove, a njegova kolekcija se reorganizira.

## Muzeji
Najstariji muzej na otoku je tzv. Stari muzej (Altes Museum) koji je napravljen po nacrtu najvećeg njemačkog klasicističkog arhitekta, K. F. Schinkela, 1830. god. Već 1859. god. dovršen je i Novi muzej (Neues Museum) prema planovima F. A. Stülera, Schinkelovog studenta. 
Stara nacionalna galerija (Alte Nationalgalerie) je dovršena 1876. god., također prema planovima Friedricha Augusta Stülera, kako bi ugostila kolekciju umjetnina iz 19. st. bankara J.H.W. Wagenera. God. 1904. otvoren je Kaiser-Friedrich-Museum, koji danas mosi ime Bode muzej Bode Museum, a u njemu se nalazi kolekcija kasnoantičkih i bizantskih skulptura.
Pergamski muzej (Pergamon Museum) je nastao posljednji (1930.), a u njemu se nalaze fantastične, goleme i autentične rekonstrukcije velikog povijesnog značaja kao što su: Pergamski oltar i Ištarina vrata grada Babilona.  
- Bode Museum na sjevernom vrhu Muzejskog otoka
- Egipatsko dvorište Novog muzeja (Neues Museum)
- Stara nacionalna galerija (Alte Nationalgalerie)
- Pergamski oltar u Pergamskom muzeju (Pergamon Museum)
- Model muzejskog otoka

## Vanjske poveznice
- Službene stranice muzejskog otoka  Arhivirana inačica izvorne stranice od 16. siječnja 2013. (Wayback Machine)
- Mapa Museumsinsel Berlin (njem.)
- Muzejski otok — Interaktivna 360° panorama za vrijeme Festivala svjetla